# Rudolf Reding (Landammann, um 1435)

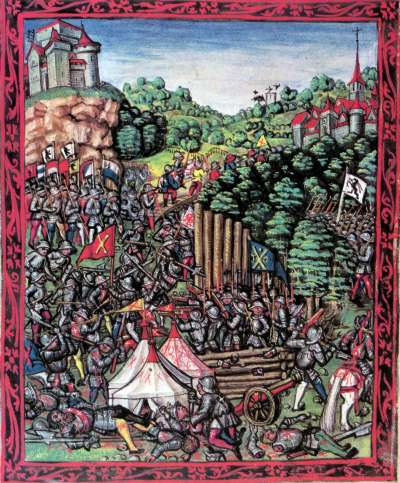
Schlacht bei Frastanz

Rudolf Reding (* um 1435; † 22. März 1500 bei Bellinzona) war Schwyzer Landammann, Gesandter und Truppenführer.

## Leben und Wirken
Rudolf Reding war Landmann zu Schwyz und ein Sohn des Landvogts Ital Reding. Er heiratete Idda Krieg. Sein Bruder Jakob war ebenfalls Landammann und Gesandter.
Reding wurde Ratsherr zu Schwyz und diente als Hauptmann in den Burgunderkriegen. Von 1482 bis 1484 war er Landvogt in den Höfen. Anschliessend war Reding bis 1486 und wiederum von 1490 bis 1492 Landammann. Von 1478 bis 1499 wurde er wiederholt zur Tagsatzung entsandt. Reding war 1495 Gesandter zu König Maximilian an den Reichstag zu Worms.
Im Schwabenkrieg führte Reding im April 1499 die Schwyzer in die Schlachten bei Schwaderloh und Frastanz. Während der Mailänderkriege starb Reding am 22. März 1500 bei Bellinzona.

## Belege
1. 1 2 3  Franz Auf der Maur: Rudolf Reding. In: Historisches Lexikon der Schweiz.  17. September 2009.
2. ↑  Franz Auf der Maur: Jakob Reding. In: Historisches Lexikon der Schweiz.  11. Dezember 2014.

| Personendaten    | Personendaten                                    |
| ---------------- | ------------------------------------------------ |
| NAME             | Reding, Rudolf                                   |
| KURZBESCHREIBUNG | Schwyzer Landammann, Gesandter und Truppenführer |
| GEBURTSDATUM     | um 1435                                          |
| STERBEDATUM      | 22. März 1500                                    |
| STERBEORT        | bei Bellinzona                                   |